# Diogmites teresita
Diogmites teresita är en tvåvingeart som beskrevs av Lamas 1972. Diogmites teresita ingår i släktet Diogmites och familjen rovflugor.
Artens utbredningsområde är Peru. Inga underarter finns listade i Catalogue of Life.